# Boulevard Gaétan-Boucher
 (octobre 2022).
Si vous disposez d'ouvrages ou d'articles de référence ou si vous connaissez des sites web de qualité traitant du thème abordé ici, merci de compléter l'article en donnant les références utiles à sa vérifiabilité et en les liant à la section « Notes et références ».
Le boulevard Gaétan-Boucher est une artère de la ville de Longueuil sur la Rive-Sud de Montréal au Canada.

## Situation et accès
C'est un boulevard majeur situé dans l'arrondissement de Saint-Hubert, d'orientation est-ouest qui débute à l'ouest à l'intersection de Grande Allée, où il devient le boulevard Milan, à Brossard. 
C'est généralement un boulevard à deux voies dans chaque direction, traversant principalement des zones résidentielles, sauf près des intersections avec le boulevard Cousineau et le chemin de Chambly, où l'environnement devient plus commercial. Il longe aussi le parc de la Cité sur presque tout le côté nord du parc. 

## Origine du nom
Il rend honneur au patineur de vitesse, originaire de Saint-Hubert, Gaétan Boucher quadruple médaillé olympique.

## Historique
Le « boulevard Gaétan-Boucher », précédemment connu sous le nom de « boulevard Champlain », en référence à Samuel de Champlain, a été rebaptisé en 1984.
Des travaux de réaménagement ont été entrepris en 2018 pour moderniser l'infrastructure.

## Bâtiments remarquables et lieux de mémoire
- Parc de la Cité de Saint-Hubert